# Baybars
Pour les articles homonymes, voir Baybars (homonymie), Rukn ad-Dîn et Az-Zahir.
Baybars (en alphabet arabe : بيبرس), de son nom complet Al-Malik az-Zâhir Rukn ad-Dîn Baybars al-Bunduqdari, né le 19 juillet 1223 dans les steppes situées au nord de la mer Noire et mort le 1er juillet 1277 à Damas, d'origine turque kiptchake, est le quatrième sultan d'Égypte et de Syrie de la dynastie des Mamelouks Bahrites. Il règne de 1260 à 1277.
Surnommé Abu al-Futuh et Abu l-Futuhat (أبو الفتوح, « père de la conquête », littéralement « père de l'ouverture »), il est l'un des généraux mamelouks qui infligent une défaite au roi de France Louis IX durant la septième croisade (1248-1254). Lors de la bataille d'Aïn Djalout (1260), qui oppose le sultanat d'Égypte à l'ilkhanat de Perse, il inflige une défaite historique aux forces de l'Empire mongol. C'est aussi sous le règne de Baybars que la Makurie est conquise.
« Baybars », mot qui signifie « noble panthère » (de bay, noble, et bars, panthère), est à la fois un surnom et un titre qui lui est attribué.

## Biographie

### Origines et naissance
En ce qui concerne sa date de naissance, le chroniqueur Ibn Taghribirdi écrit d'une part qu'il est né en l'an 625 de l'Hégire (12 décembre 1227 - 29 novembre 1228), d'autre part qu'il a 24 ans en 1247, ce qui ramènerait l'année de sa naissance à 1223. 
Né en Coumanie (ou Kiptchak), vaste région située entre les fleuves Edil (Volga) et Yaiyk (Oural), il serait issu de la maison des Barli, qui se serait installée vers 1240 dans l'actuelle Bulgarie, peu avant l'invasion mongole de ce pays. 

### Période de réduction en esclavage (avant 1247)
Fait prisonnier par les Mongols au début des années 1240 dans la région de l'actuelle Crimée, il est réduit en esclavage, puis vendu comme esclave au sultanat de Roum au marché de Sivas. Par la suite, il est revendu sur le marché d'Alep à un haut dignitaire égyptien, 'Alā’ al-Dīn Īdīkīn al-Bunduqārī, qui l'emmène au Caire. 
En 1247, al-Bunduqārī est mis aux arrêts par le sultan Malik al-Salih Ayyoub et ses esclaves, dont Baybars, sont confisqués. À la mort du sultan Malik al-Salih Ayyoub, il passe au service de son successeur, Al-Malik Al-Muadham Tûran Châh. 
Physiquement, il est décrit comme très grand, doté d'une peau claire, d'un large visage et de petits yeux perçants, description qui correspond à la vision des hommes turciques qu'ont les Arabes et les Européens.

### Ascension vers le pouvoir dans l'Égypte des Mamelouks
Appartenant au corps des mamelouks, Baybars est intégré aux forces militaires ayyoubides. En 1244, il participe à la bataille de La Forbie, à la fin de la sixième croisade. 
En 1250-1253, il est l'un des principaux officiers qui repousse les forces de la septième croisade à la tête desquelles se trouve Louis IX. Ainsi, durant la bataille de Mansourah (février 1250), il réussit à piéger les chevaliers de l'Ordre du Temple, dont seulement cinq s'échappent. 
En 1260, sous les ordres du sultan Sayf ad-Dîn Qutuz, il commande les troupes qui repoussent les Mongols à Ain Djalout 3 septembre 1260. Cette victoire épargne à l'Égypte les destructions massives infligées à Bagdad. 

### Assassinat du sultan Qutuz et avènement de Baybars (octobre 1260)
Peu après, le sultan Qutuz est assassiné durant une partie de chasse. 
L'implication de Baybars dans cet attentat n'est pas clairement établie. Certains chroniqueurs rapportent que Baybars, à qui le sultan avait promis le gouvernorat d'Alep en récompense de ses exploits militaires, aurait été déçu. Par ailleurs, Qutuz semble avoir craint les ambitions de son général. Selon Ahmad al-Maqrizi, Baybars aurait fomenté l'assassinat de Qutuz, l'affirmant lui-même à l'un des lieutenants du défunt, Aktaï Mostarab, après que ce dernier ait demandé qui était responsable de la mort de Qutuz. 
Baybars devient sultan à la place de Qutuz le 24 octobre 1260, après avoir recueilli le serment d'allégeance de l'ensemble des lieutenants de son prédécesseur, notamment Aktaï, Qalaoun, Baysari, Balban et Bilbak.

### Débuts du règne comme sultan d'Égypte

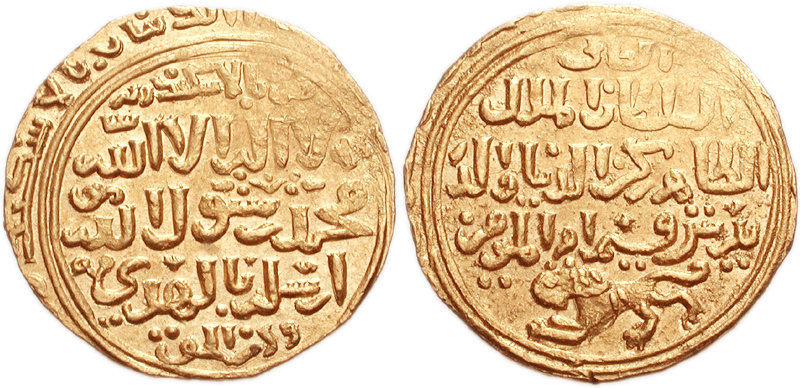
Dinar d'or, dont le revers porte l'emblème de Baybars, un félin (avant 1277).

Son autorité comme sultan est reconnue par tous, sans susciter de résistance, sauf celle de l'émir mamelouk Sinjar al-Halabi, populaire et puissant, qui réclame le pouvoir sur Damas. 
Le 17 janvier 1261 (première bataille de Homs), les armées de Baybars, assisté par les princes de Hama et de Homs, battent les armées mongoles, puis parviennent à expulser de Damas les soldats de Sinjar et reprennent la ville. Les Damascènes encore fidèles à Sinjar sont écrasés. Il entreprend par la suite la rénovation de la citadelle de Damas. 
Ayant éliminé deux menaces en une seule campagne, Baybars doit encore composer avec les Ayyubides, dont l'émir de Homs, Al-Ashraf Musa (1229–1263), et l'émir de Huma, Al-Mansur Muhammad II (1214-1284), à qui il rend leurs souveraineté sur Damas à condition qu'ils lui prêtent allégeance. La même année, il accueille Al-Mustansir, un des survivants de la famille des califes abbassides, expulsée de Bagdad par les Mongols en 1258. Il en fait un calife fantoche, mais cela lui confère une légitimité supplémentaire. En 1262, Al-Mustansir est remplacé par Al-Hakim Ier, dont la lignée perdurera jusqu'en 1517.
Administrateur efficace, Baybars crée une armée permanente, reprend les chantiers de construction de navires de guerre, restaure les routes et organise un remarquable service postal. 
Sous son règne entrent dans le sultanat 3 000 cavaliers wāfidūn, que Baybars concentre au Caire.
D'après Ahmad al-Maqrîzî, il abolit par le biais d'un rescrit un impôt établi par ses prédécesseurs que les habitants devaient payer en pièces d'or. Les Turcs domiciliés en Égypte ne doivent s'acquitter que d'un tiers de cette somme. 
En 1267, il interdit aux chrétiens et aux juifs d’approcher trop près du tombeau des Patriarches à Hébron. Ils n'ont le droit d’aller que jusqu’à la septième marche de l’escalier extérieur (cette mesure perdurera jusqu'en 1967).

### Guerres contre les croisés
Tout son règne durant, Baybars s'en prend aux États latins d'Orient, issus de la première croisade, principalement parce qu'ils ont aidé les Mongols. Son principal objectif est la principauté d'Antioche, devenu un État vassal des Mongols, et qui lance des attaques contre Damas. 
Lors de sa première offensive en 1261, il s'empare de Césarée (27 février 1261). Deux ans plus tard, il assiège Acre, capitale à cette date du royaume de Jérusalem, puis se tourne vers Nazareth, qu'il saccage. En mars-avril 1263, il fait construire des machines de guerre et bat les croisés, provoquant la chute d'Arsouf, où des chevaliers hospitaliers, sommés de se rendre, sont épargnés mais réduits en esclavage. Le fort d'Arsouf est intégralement détruit. Puis il attaque les villes d'Atlit et de Haïfa, s'empare des citadelles qu'il réduit en cendres. Enfin, cette même année, il assiège Safed, s'empare de la citadelle, la fait reconstruire et renforcer et y place un wali.
En 1266, il attaque le royaume arménien de Cilicie, autre vassal de l'Empire mongol. Après la bataille de Mari, il ravage les villes de Mamistra, Adana et Tarse, affaiblissant les armées de Héthoum Ier, incapables de contre-attaquer même avec l'aide des Mongols. Ce dernier doit payer un tribut aux mamelouks, bien qu'il reste au sein de l'Empire mongol.
Puis il revient s'occuper des croisés : il s'empare successivement de la forteresse des Templiers de Safed (25 juillet 1266), de Jaffa (7 mars 1268), d'Antioche (18 mai 1268) et enfin du krak des Chevaliers, réputé imprenable, le 8 février 1271. La neuvième croisade (1271-1272) prend fin sans qu'aucun territoire ait été repris par les chrétiens.
Les croisés obtiennent l'alliance des Mongols, ce qui permet à Baybars d'obtenir une trêve de dix ans[pas clair]. Il en profite pour s'emparer en 1272 de Masyaf, forteresse du Nord de la Syrie aux mains de la secte des Nizârites, ainsi que de Césarée de Cappadoce, enlevée aux Seldjoukides, inféodés aux Mongols.

### Victoires face à la Makurie et à l'ilkhanat de Perse
En octobre-novembre 1267, Baybars écrit à Mengü Temür, khan de la Horde d'or, et à son principal général, Noqai, pour proposer une alliance, alors qu'Abaqa est tombée aux mains des forces de l'Ilkhanat de Perse. Cette manœuvre diplomatique réussit et Mengü Temür prend en sympathie Baybars. 
En 1272, les mamelouks envahissent le royaume de Makurie, après que leur roi David Ier a capturé le port d'Aydhab, principal port égyptien sur la Mer rouge. Le plan de conquête de la Makurie et de la Nubie va durer quatre ans, achevé en 1276, par un traité qui obligent les nubiens à payer un tribut (le baqt), les autorisent à continuer à pratiquer leur culte, et à conserver leur roi, lequel doit être en réalité choisit par Baybars. Cela revient à faire de la Makurie une province vassale de l'Égypte.
En 1277, les armées de Baybars envahissent le sultanat de Roum, contrôlé par les Mongols de l'Ilkhanat, qu'il défait lors de la bataille d'Elbistan les 15-17 avril, capturant la ville de Kayseri.
Baybars s'en retourne en Syrie, en dépit d'un regroupement des forces mongoles. L'un de ses généraux, Izz al-Din Aybeg al-Shaykhi, rallie les Mongols. Le Pervâne Mu'in ad-Din Suleyman, responsable de Rum, essaye de persuader Baybars de retarder son départ vers le sud, mais en vain.

### Mort et funérailles
Baybars meurt à Damas le 1er juillet 1277. Sa mort a donné lieu à de nombreuses hypothèses : empoisonnement, blessure mal soignée ou suites d'une maladie. Il était sujet à la cataracte sur l'un de ses yeux.
Il est inhumé dans un mausolée situé dans la médersa Al-Zahiriyah de Damas. 
Le souhait de Baybars de rendre le sultanat héréditaire dans sa famille échoue : deux de ses fils, Berke Khan et Salamish, lui succèdent, mais en 1279, le sultanat revient au régent Qala'ûn.

## Héritage et postérité
Baybars fit construire une madrassa, aujourd'hui disparue, ainsi qu'une mosquée au Caire.
Aimant les chats, Baybars leur fit bâtir un jardin au Caire, soutenu par un waqf (fondation de droit musulman).
Du fait de ses liens amicaux avec la Horde d'or, il a amené un grand nombre de Mongols à se convertir à l'islam.

## Baybars dans la culture
La vie de Baybars est le sujet d'un des cycles épiques les plus populaires du monde arabe : le Roman de Baïbars .
Un film biographique portant sur son ascension au pouvoir a été réalisé en 1989 en URSS, Sultan Beybars. 
Une série syrienne diffusée en 2005 a été réalisée pour illustrer son parcours, Al-Zahir Baybars.